# Grethem
Grethem – gmina w Niemczech, w kraju związkowym Dolna Saksonia, w powiecie Heidekreis, wchodzi w skład gminy zbiorowej Ahlden.

## Geografia
Gmina Grethem położona jest na lewym brzegu rzeki Aller, na południe od miasta Walsrode.
Do gminy należy dzielnica Büchten.